# Hypnos (film 2004)
Hypnos – hiszpański horror z 2004 roku w reżyserii Davida Carrerasa.

## Fabuła
Lekarka Beatriz Varga zajmuje się hipnozą. Pewnego dnia udaje jej się dotrzeć do umysłu zszokowanej dziewczynki, którą policja znalazła obok ciało zamordowanej matki. Dzień później dziewczynka zostaje znaleziona martwa, a hipnotyzerka ma przeświadczenie, że to ona ma być kolejną ofiarą.